# Lang Minh
Lang Minh là một xã thuộc huyện Xuân Lộc, tỉnh Đồng Nai, Việt Nam.

## Địa lý và cơ sở hạ tầng
Xã Lang Minh có diện tích 16,97 km², dân số năm 2015 là 10.200 người, mật độ dân số đạt 438 người/km². Phía Bắc giáp với xã Suối Cát và Xuân Phú, phía Nam giáp với xã Xuân Đông và Xuân Tây, phía đông giáp với xã Xuân Đông và Xuân Tâm, phía Tây giáp với Xã Xuân Phú. Địa hình đại đa số là đất nông nghiệp xen kẽ đồi và sông suối. Phần lớn đường đã được nhựa hóa, bê tông hóa. Điện đã tiếp cận hầu hết tất cả hộ dân, cáp mạng internet vẫn đang trong quá trình tiếp cận một số khu vực vẫn chưa có cáp mạng internet.
Xã có một trạm y tế tại ấp Đông Minh
Xã có một trường mầm non là trường mầm non Lang Minh nằm tại ấp Đông Minh.
Xã có hai trường tiểu học: Trường Tiểu học Minh Tân với cơ sở chính nằm tại ấp Đông Minh, một phân hiệu nằm ở Ấp Tân Bình 1. Trường tiểu học Lang Minh nằm tại ấp Tây Minh.
Xã có một trường THCS là trường THCS Phan Chu Trinh nằm tại ấp Đông Minh.

## Hành chính
Xã Lang Minh được chia thành 4 ấp: Đông Minh, Tây Minh, Tân Bình 1, Tân Bình 2.